# Clementis Zakariás
Clementis Zakariás (17. század – 18. század) evangélikus lelkész, költő.

## Élete
Clementis Boldizsár evangélikus lelkész fia volt, Kisszebenről származott. Héthárson volt tanító.

## Művei
Sacri regni apostolici Hungariae, gloriosissimorum ducum et regum gloriosissima memoria superstes. Caesareofori, 1706. (Nadányi és Pilarik munkáiból.)
Az Országos Széchényi Könyvtár  kézirattárában van 50 latin epigrammája, melyeket az eperjesi collegium dicsőítésére irt. Klein Sámuel birtokában volt 22 latin költeménye, melyeknek címeit is fölemlíti.